# Tra-jectoires
Pour les articles homonymes, voir Trajectoires (homonymie).
 (décembre 2015).
Si vous disposez d'ouvrages ou d'articles de référence ou si vous connaissez des sites web de qualité traitant du thème abordé ici, merci de compléter l'article en donnant les références utiles à sa vérifiabilité et en les liant à la section « Notes et références ».
Tra-jectoires est à la fois une revue littéraire et une collection, qui a été publiée de façon irrégulière entre novembre 2003 et juin 2008 par L'Association des Conservateurs littéraires. Dirigée par Amaury Nauroy, elle s'est distinguée par la composition de dossiers consacrés aussi bien à des poètes, essayistes, ou romanciers, qu'à des acteurs de l'édition francophone du vingtième siècle, entre autres Philippe Jaccottet, Annie Ernaux, et Henry-Louis Mermod.  

## Sélection d'auteurs
On compte parmi les écrivains emblématiques de Tra-jectoires : Jean-Pierre Lemaire, Pierre Oster, Henry Bauchau, Charles-Albert Cingria, Jacques Chessex, Reiner Kunze, Albert Memmi.
La revue a publié des inédits posthumes de : Francis Ponge, Henry-Louis Mermod, Simone de Beauvoir, Pierre Mendès France.

### Réception
- Autour du dossier Philippe Jaccottet (Le Monde, 3 mars 2004[3])
- Autour du dossier "Annie Ernaux (240 pages, 2006)

Acta Fabula, janvier-février 2007, vol. 8, n°1. Article d'Elise Hugueny-Léger, « Une quête désespérée du réel » 
Le Matricule des Anges, novembre-décembre 2006.
- Autour du dossier "Henry-Louis Mermod" (412 pages, 2008)

Radio Suisse romande
- 8 et 9 septembre 2008, Henry-Louis Mermod, un fantaisiste éclairé
Entretien de Louis-Philippe Ruffy avec Philippe Jaccottet (1 heure)
- 10 septembre 2008, Henry-Louis Mermod, un fantaisiste éclairé
Entretien de Louis-Philippe Ruffy avec Jacques Chessex (30 minutes)
- 11 septembre 2008, Henry-Louis Mermod, un fantaisiste éclairé
Entretien de Louis-Philippe Ruffy avec Amaury Nauroy (30 minutes)
France Culture
- « Surpris par la nuit », Contresens, émission animée par Alain Veinstein, avec Florian Rodari, Amaury Nauroy, Yves Gindrat et Philippe Jaccottet, pour un hommage à Henry-Louis Mermod à l’occasion de la parution du quatrième numéro de Tra-jectoires, 20 octobre 2008.